# 제3차 중동 전쟁
제3차 중동 전쟁 , 6일 전쟁(히브리어: מלחמת ששת הימים 또는 아랍어: حرب ۱۹٦۷) , 6월 전쟁 또는 1967년 아랍-이스라엘 전쟁은 이스라엘이 주변 이웃 국가인 이집트, 요르단, 시리아, 레바논을 선제침공하여 벌어진 전쟁이다. 이스라엘과 주변 국가 사이의 관계는 1948년 아랍-이스라엘 전쟁 이후 안정화된 적이 없었다. 그러나 1956년 수에즈 위기 당시 이스라엘은 주요 목표 중 하나였던 티란 해협을 확보하는 것을 중요시하게 여겼다. 이 지역은 1950년 이래 이집트가 이스라엘의 항해를 봉쇄하고 있었다. 이스라엘은 철수할 수 밖에 없었으나, 티란 해협을 다시 개방할 지도 모른다는 보장을 받게 되었다. 유엔 긴급군이 국경에 따라 배치되었지만 비무장 합의는 없었다.
1967년 6월까지 이스라엘과 주변국 사이의 긴장은 높아졌다. 이스라엘은 티란 해협에 대한 봉쇄는 전쟁 명분이 될 것이라 말하며 1956년 이후의 상황이 반복되고 있다고 주장했다. 5월 말 가말 압델 나세르는 이스라엘 선박에 대해 해협들이 봉쇄될 것이라고 선언했다. 이후 이집트는 이스라엘과의 국경을 따라 군을 전진시켰고, 6월 5일 이스라엘은 이에 대항해 이집트 공군기지에 이스라엘 입장의 예방적 선재공습을 가했다. 이러한 일련의 사태들은 제3차 중동 전쟁에 관한 논란 중 하나이다.
이집트는 기습에 당했고, 이스라엘군은 소수의 피해만 입은채 이집트 공군을 거의 궤멸시켰다. 이는 이스라엘에 공중우위권을 제공해주었다. 동시에 이스라엘은 가자 지구와 시나이반도를 향해 공세를 개시했고, 이는 다시 이집트군을 놀라게 했다. 몇몇 초기의 저항이 있은 후, 이집트 지도자였던 나세르는 시나이반도에서 이집트군을 철수시켰다. 이스라엘군은 서쪽으로 계속 진격하며 이집트군에 큰 손실을 입혔고 시나이반도를 정복하는데 성공했다. 나세르는 이집트가 이스라엘의 공습을 물리쳤다고 주장하며 요르단과 시리아에게 이스라엘을 공격해달라고 했다. 이스라엘은 동예루살렘과 요르단강 서안 지구에서 요르단군을 축출했으며, 시리아군에게도 반격을 가해 골란고원을 점령했다.
6월 11일 휴전 협정이 체결되었다. 아랍 연합군의 손실은 이스라엘의 손실치보다 훨씬 높았다. 1,000명 이하의 이스라엘군이 사망한데 비해 아랍 연합군은 20,000명 이상이 사망했다. 이스라엘은 기습 공격과 혁신적이고 잘 수행된 전투 계획, 그리고 아랍 연합군의 낮은 전투 실력과 지도력이 원인이 되어 군사적 성공을 거둘 수 있었다. 이스라엘은 이집트로부터 가자 지구와 시나이반도를, 요르단으로부터 동예루살렘과 요르단강 서안 지구를, 시리아로부터 골란고원을 획득했다. 이스라엘군의 사기와 국제적 우위는 전쟁의 결과로 인해 증가하게 되었고, 이스라엘의 영토는 3배나 커졌다. 하지만 이스라엘의 승리로 인해 군사들은 자만감에 빠졌고, 이는 1973년 욤키푸르 전쟁 당시 아랍 연합군이 초기에 승리를 거두는 계기가 되었다. 이 전쟁으로 인해 100,000명의 시리아인이 골란고원을 떠났고, 300,000명의 팔레스타인인이 서안 지구를 떠났는데 이들은 모두 난민이 되었다. 아랍 세계에서는 소수의 유대 공동체가 축출되어 이스라엘이나 유럽으로 이동했다.

## 같이 보기
- 하페즈 알아사드